# Jackson Page
Jackson Andrew Page (* 8. August 2001 in Ebbw Vale) ist ein walisischer Snookerspieler. Er gewann mehrere Jugendtitel und ist seit 2019 Profispieler auf der World Snooker Tour.

## Karriere

### Jugenderfolge und Profianläufe
Jackson Page war schon als Jugendspieler über seine Heimat hinaus erfolgreich. Im Alter von 16 Jahren gewann er 2016 die U-18-Snookerweltmeisterschaft. Bei der U18-Europameisterschaft im selben Jahr kam er ins Finale, wo er mit 2:5 gegen seinen Landsmann Tyler Rees verlor. Im darauffolgenden Jahr erreichte er bei der U18-EM erneut das Finale und holte sich gegen Amir Nardeia auch den Europatitel. Im dritten U18-EM-Finale in Folge verteidigte er den Titel gegen Florian Nüßle.
Ab 2017 versuchte er, sich über die Q School für die Profitour zu qualifizieren. Im ersten Turnier 2017 verlor er erst in der vierten Runde mit 3:4 gegen Zhang Yong, im zweiten Turnier verpasste er das Viertelfinale durch eine 1:4-Niederlage gegen seinen Landsmann Ben Jones. Auch ein Jahr später blieb er erfolglos, er schied jeweils ein Mal in Runde 2, Runde 3 und Runde 4 aus. Durch die Ergebnisse konnte er sich aber für die Challenge Tour 2018/19 qualifizieren. Sein bestes Ergebnis dort war das Erreichen des Finals im dritten Turnier, das er gegen Barry Pinches mit 2:3 verlor. Am 7. Juli 2018 besiegte er im Finale der walisischen Amateurmeisterschaft Ian Sargeant mit 8:1 und wurde walisischer Meister.
Ab 2017 konnte er auch mehrmals bei Profiturnieren mitspielen. Bei den Welsh Open 2017 bekam er die Wildcard des walisischen Verbands und erreichte mit Siegen über Jason Weston und John Astley Runde 3. Bei der Weltmeisterschaft verlor er sein erstes Match knapp 9:10 gegen Martin O’Donnell mit 61:76 im Entscheidungsframe. Im Jahr darauf war er offiziell Ersatzspieler und kam häufig zum Einsatz, wenn bei Profiturnieren Plätze freiblieben. Dreimal gewann er sein Auftaktmatch, einmal gegen Thepchaiya Un-Nooh, zweimal gegen Sean O’Sullivan. Die Q School 2018 verlief enttäuschend und so kam er in der Saison 2018/19 seltener zum Zuge.
Beim für Amateure offenen Paul Hunter Classic erreichte Page aber erstmals das Achtelfinale eines Ranglistenturniers. Page überstand die Qualifikation und besiegte in den ersten drei Runden des Turnieres Zhou Yuelong, Ian Burns und Sam Baird. Im Achtelfinale musste er sich Scott Donaldson geschlagen geben.

### Start der Profikarriere
Im Februar 2019 gelang Page bei der U21-Europameisterschaft der Einzug ins Finale, wo er den Iren Ross Bulman mit 5:1 besiegte. Mit dem Titelgewinn verbunden war die Qualifikation für die Main-Tour-Saisons 2019/20 und 2020/21.
Sein erstes Profijahr begann mit einem 4:0-Sieg gegen Hammad Miah beim Riga Masters 2019. Es folgten vier teilweise sehr knappe Auftaktniederlagen, bevor er beim World Open erstmals bei einem großen Turnier Runde 2 erreichte. Beim European Masters besiegte er in Runde 2 mit Jack Lisowski erstmals einen Top-16-Spieler und schied danach im Achtelfinale aus. Bei der WM am Saisonende überstand er zwei Qualifikationsrunden, bevor er wieder gegen Scott Donaldson verlor. Die guten Ergebnisse brachten ihn zu Beginn seines zweiten Jahres bis auf Platz 71 der Weltrangliste. Das beste Ergebnis 2020/21 erreichte er erneut beim European Masters. Mit einem Sieg über Lisowski und einem 5:3 gegen Luca Brecel erreichte er wieder das Achtelfinale, war dann aber gegen Judd Trump chancenlos. Bei den Scottish Open erreichte er Runde 3 und verlor dann gegen seinen Mentor und Trainingspartner Mark Williams. Damit bestätigte er zwar seine Ranglistenplatzierung, für den Sprung unter die Top 64 hätte er aber noch weitere Ranglistenpunkte spätestens bei der abschließenden WM benötigt. Die knappe Auftaktniederlage gegen Kacper Filipiak mit 5:6 besiegelte aber den Verlust seines Profistatus.

### Etablierung und besondere Erfolge
Unmittelbar danach versuchte Jackson Page, über die Q School wieder auf die Tour zu kommen. Bereits im ersten Turnier erreichte er das Entscheidungsspiel und mit 4:1 gegen Michael Georgiou sicherte er sich zwei weitere Profijahre. Erster Höhepunkt der Saison 2021/22 waren die Northern Ireland Open, bei denen er sein viertes Achtelfinale erreichte und zum wiederholten Mal Jack Lisowski schlug, diesmal mit 4:0. Bei zwei weiteren Turnieren erreichte er Runde 3, er verlor aber auch häufig sein Auftaktmatch. Der Durchbruch kam bei der Weltmeisterschaft. Er spielte sich durch alle vier Qualifikationsrunden qualifizierte sich mit 10:6 gegen David Grace erstmals für die Endrunde. Sein erstes Match im Crucible Theatre bestritt er gegen den Weltranglisten-9. Barry Hawkins und er setzte sich mit 10:7 durch. Nach einem 1:7-Fehlstart gegen Mark Williams war er aber im Achtelfinale chancenlos und schied am Ende mit 3:13 aus. Nach nur einer Saison hatte er damit schon fast die Top 64 erreicht. Zunächst konnte er aber nicht daran anknüpfen. In der Saison danach verlor er regelmäßig in Runde 1 oder 2, nur beim European Masters kam er eine Runde weiter. Beim WST Classic traf er gegen Saisonende wieder einmal auf Mark Williams und schaffte mit 4:3 seinen ersten Sieg gegen seinen Mentor. Erneut war im Achtelfinale Schluss, er unterlag Lukas Kleckers 0:4. Bei der WM überstand er zwei Vorrunden und verpasste gegen Hossein Vafaei die erneute Endrundenqualifikation. Die zusätzlichen Punkte bei den beiden letzten Saisonturnieren schoben ihn noch einmal auf Platz 48 nach vorne und sicherten seinen Tourverbleib ab.
2023/24 verlief ähnlich wie die Vorjahre: Bei sechs Turnieren schied Page in Runde 1 aus, sechsmal erreichte er Runde 2. Erst vor der WM kam beim World Open in China der große Erfolg. In Yushan schlug er mit John Higgins und Mark Selby zwei Topspieler, er überstand nicht nur das Achtelfinale, sondern schied erst im Halbfinale gegen Judd Trump aus. Trotzdem hatte er für den Tourverbleib noch die WM-Punkte zu verteidigen, die nach zwei Jahren aus der Wertung fielen. Durch eine 10:9 gegen Noppon Saengkham mit einem Century im Decider in der Qualifikation schaffte er es zum zweiten Mal ins Endturnier. Auch wenn er dann im Crucible gegen Ronnie O’Sullivan chancenlos war – Ergebnis 1:10 – stabilisierte er sich auf Platz 45 der Weltrangliste.
In der dritten Qualifikationsrunde zur Snookerweltmeisterschaft 2025 gelangen ihm beim 10:2-Sieg über Allan Taylor als erstem Spieler zwei Maximum Breaks in derselben Partie. Im Gegensatz zum Vorjahr konnte er den Erfolg der Endrundenqualifikation jedoch nicht wiederholen, in der letzten Runde der Qualifikation unterlag er Joe O’Connor mit 10:7.

## Erfolge
Ranglistenturniere
- Finale: Championship League (2024)
- Halbfinale: World Open (2024)
- Viertelfinale: International Championship (2024), Welsh Open (2025)
- Achtelfinale: Paul Hunter Classic (2018), European Masters (2020/1, 2020/2), Northern Ireland Open (2021), Weltmeisterschaft (2022), WST Classic (2023)

Qualifikationsturniere
- Qualifikation: Q School (2021 – Turnier 1)

Amateurturniere
- EBSA U21-Snookereuropameisterschaft (2019)
- EBSA U18-Snookereuropameisterschaft (2017, 2018)
- IBSF U18-Snookerweltmeisterschaft (2016)
- Walisische Meisterschaft (2018)